# Philodromus undarum
Philodromus undarum là một loài nhện trong họ Philodromidae.
Loài này thuộc chi Philodromus. Philodromus undarum được R. W. Barnes miêu tả năm 1953.